# ЯСП

ЯСП во время армейских испытаний, вид справа

Тяжёлый грузовик Я-5, на базе которого был построен ЯСП

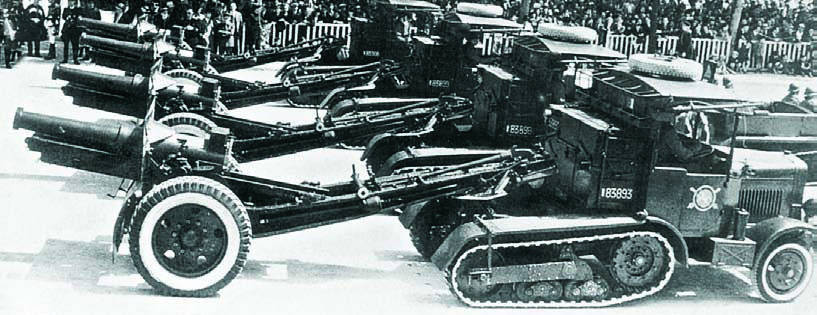
Французские полугусеничные седельные артиллерийские тягачи 1929 года создания, конструкция которых была взята за основу при разработке ЯСП

ЯСП — опытный советский полугусеничный бортовой артиллерийский тягач межвоенного периода. Был создан в 1934 году заводом «Красный путиловец» на базе грузового автомобиля Я-5, выпускавшегося Ярославским государственным автомобильным заводом; . Гусеничный движитель тягача ЯСП был выполнен по образцу французских полугусеничных тягачей фирмы Somua. Выпущен в единственном экземпляре, не получив дальнейшего развития в связи с принципиальным несоответствием направлению работ НАТИ по полугусеничным автомобилям.

## История создания
В начале 1930-х годов Ярославский государственный автомобильный завод получил от Управления Механизации и Моторизации РККА задание — разработать полугусеничную модификацию грузовика Я-5 с движителем по типу французских вездеходов Somua MCG. Работы по этой машине, однако, были сорваны из-за загрузки конструкторского бюро завода разработкой новых машин.
Тем временем, 5 октября 1931 года Управление Механизации и Моторизации РККА рассмотрело представленный СКБ ленинградского завода «Красный Путиловец» эскизный проект полугусеничного тягача «Я-5-Сомуа» с движителем типа «Кегресс-Хинстин» (аналогичный использовался на тягачах Somua MCG). По этому проекту предполагалось раму базового грузовика Я-5 укоротить на 1000 мм, а стандартный задний мост переместить вперёд, ближе к кабине, жёстко закрепив его на раме.
Лишь в январе 1934 года опытный образец автомобиля, получившего обозначение ЯСП, был собран на заводе «Красный Путиловец». В качестве базового шасси послужил серийный грузовик Ярославского автомобильного завода Я-5, за основу же при разработке гусеничного движителя была взята конструкция французского тягача Somua MCG-4; . На военных испытаниях автомобиль показал в целом положительные результаты — основным выявленным недостатком машины было низкое качество гусеничной ленты, изготовленной заводом «Промтехника». Тем не менее, дальнейшая доводка машины не проводилась, все работы по ней были практически сразу после завершения испытаний были прекращены. Основной причиной этого, лишь усугублённой неудовлетворительным качеством имеющихся отечественных гусеничных лент, послужило категорическое несоответствие ЯСП магистральному направлению работ по полугусеничным автомобилям, проводившихся в НАТИ.
Машина была фактически забыта, и дальнейшая судьба единственного построенного её экземпляра неизвестна.

## Описание конструкции
ЯСП представлял собой полугусеничный бортовой артиллерийский тягач, созданный на укороченной базе тяжёлого грузового автомобиля Я-5 по образцу французского полугусеничного артиллерийского тягача Somua MCG-4, от которого была заимствована общая компоновка машины и конструкция гусеничного движителя. ЯСП имел переднемоторную, заднеприводную капотную компоновку и предназначался для буксировки зенитных орудий одновременно с транспортировкой расчёта. Машина могла перевозить груз массой до 2 тонн на бортовой грузовой платформе, а также буксировать артиллерийские орудия или прицепы массой до 5 тонн;  или до 7 тонн. Как и базовая машина, тягач оснащался закрытой кабиной на деревянном каркасе.

### Двигатель и трансмиссия
Двигатель и трансмиссия ЯСП были аналогичны применявшимся на грузовике Я-5:
Двигатель — американский рядный 6-цилиндровый карбюраторный двигатель жидкостного охлаждения Hercules-YXC-B рабочим объемом 7022 см3 и мощностью 93,5 л.с;  при 2200 об/мин.
Сцепление — на серийных грузовиках Я-5 применялось два типа сцеплений: двухдисковое фирмы Long или многодисковое фирмы Brown-Lipe.
Коробка перемены передач — Brown-Lipe-554 — механическая, 4-ступенчатая, 3-вальная, 3-ходовая. Переключение передач осуществлялось перемещением прямозубых шестерен по вторичному валу на шлицах.
Задний ведущий мост также использовался от грузовика Я-5, но, в отличие от Я-5, был перемещён вперёд и жёстко крепился к раме непосредственно за кабиной. Вместо автомобильных колёс к ступицам ведущего моста крепились ведущие колёса гусеничного движителя с цевочным зацеплением.

### Рама
Рама тягача ЯСП отличалась от рамы грузовика Я-5 меньшей длиной — её задняя часть была укорочена на 1 метр. В центральной её части к раме жёстко крепился задний ведущий мост. Рессоры задней подвески были перенесены вперёд на 1090 мм — теперь к ним вместо балки ведущего моста крепилась центральная труба гусеничного движителя.

### Ходовая часть
Ходовая часть машины — полугусеничная, состояла из переднего неведущего управляемого моста и гусеничного движителя, установленного взамен заднего ведущего моста; .
Конструкция неведущего переднего управляемого моста не претерпела изменения по сравнению с грузовиком Я-5. Подвеска переднего моста — на полуэллиптических листовых рессорах.
Гусеничный движитель — типа «Кегресс-Хинстин» (улучшенный движитель системы Кегресса) конструктивно был выполнен по образцу французских артиллерийских тягачей Somua MCG).
Применительно к одному борту, гусеничный движитель включал в себя:
- ведущее колесо, расположенное в передней части гусеничного движителя и крепившееся к ступицам ведущего моста, жёстко закреплённого на раме машины;
- четыре сблокированных попарно опорных и один поддерживающий каток небольшого диаметра, балансирно подвешенные на общей тележке, шарнирно закреплённой на центральной трубе, закреплённой на раме посредством рессор;
- рычаг с механизмом натяжения гусеницы, поддерживающий заднее направляющее колесо большого диаметра[5]; [1].

Резинометаллические гусеницы представляли собой бесконечные резинотканевые ленты, на которых при помощи болтов закреплялись траки, выполненные из листовой стали. К тракам с наружной стороны крепились резиновые башмаки, а с внутренней — бортовые гребни, входившие в зацепление с вырезами на барабанах ведущих колёс. Гусеничные ленты были изготовлены заводом «Промтехника».

## Технические характеристики
Двигатель:
- модель: Hercules-YXC-B
- тип: карбюраторный, 4-тактный
- конфигурация: рядный, 6-цилиндровый
- диаметр цилиндра: 111,13 мм (43/8")
- ход поршня: 120,65 мм (43/4")
- рабочий объём: 7020 см3
- степень сжатия: 4,6
- мощность: 93,5 л.с. при 2200 об/мин
- макс. крутящий момент: 38 кг×м
- система газораспределения: нижнеклапанная, с 2 клапанами на цилиндр
- расположение клапанов: в один ряд с правой стороны блока цилиндров
- система зажигания: батарейная или от магнето
- система охлаждения: водяная, с принудительной циркуляцией
- система питания: карбюратор «Zenith-110»
- подача топлива: диафрагменным насосом

Коробка перемены передач:
- модель: Brown-Lipe-554
- тип: механическая, 3-вальная, 3-ходовая
- шестерни: прямозубые, скользящие
- число ступеней: 4 переднего хода, 1 — заднего хода
- передаточное число 1 передачи — 5,35
- передаточное число 2 передачи — 2,84
- передаточное число 3 передачи — 1,76
- передаточное число 4 передачи — 1,00
- передаточное число задней передачи — 6,25
- переключение передач: качающимся напольным рычагом

Главная передача:
- тип: двухступенчатая, цилиндро-коническая
- шестерни: прямозубые
- передаточное число: 7,92

Подвеска:
- передних колёс: зависимая на продольных полуэллиптических рессорах[8]
- гусеничного движителя: балансирная, упругая на продольных полуэллиптических рессорах[5]

Геометрические характеристики:
- длина машины: 5600 мм[1]
- ширина машины: 2400 мм
- высота машины (по кабине): 2550 мм
- база машины (расстояние от оси передних колёс до оси балансира гусеничного движителя): 3010 мм
- база гусеничного движителя: (расстояние между осями ведущего и направляющего колеса): 2235 мм
- колея передних колёс: 1750 мм
- колея гусеничного движителя: 1790 мм
- размерность передних колёс: 40"×8"[5]

Собственная масса: 5970 кг
Грузоподъёмность: 2000 кг
Масса буксируемого прицепа: до 5 тонн или до 7 тонн
Ёмкость топливного бака: 120 литров
Размещение топливного бака: под сиденьем водителя
Расход топлива:
- при движении по шоссе с нагрузкой 2 тонны без прицепа: 50 л на 100 км
- при движении по шоссе с нагрузкой 2 тонны и прицепом 4 тонны: 81 л на 100 км
- при движении по грязному просёлку с нагрузкой 2 тонны без прицепа: 79 л на 100 км
- при движении по грязному просёлку с нагрузкой 2 тонны и прицепом 4 тонны: 90 л на 100 км

Скоростные характеристики:
- максимальная скорость на ровной дороге без прицепа: 30 км/ч[6] или 34 км/ч[1] (для сравнения, максимальная скорость базовой машины на шоссе составляла 50 км/ч[7])
- скорость с прицепами: 10-15 км/ч[1]; [2]
- средняя скорость по грязному просёлку: 11,5 км/ч[5]

Параметры проходимости:
- максимальный преодолеваемый подъём при полной загрузке: 24°
- максимальный спуск, на котором надёжно держат тормоза: 27°
- максимальная преодолеваваемая канава: ширина — 5 м, глубина — 1,2 м
- брод по твёрдому грунту: 650 мм
- максимальный крен: 15°
- удельное давление на грунт при полной загрузке: 0,275 кгс/см2[1] либо 0,47 кгс/см2[6]

## Интересные факты
- Расшифровка аббревиатуры ЯСП достоверно неизвестна. Встречающаяся обычно расшифровка «Ярославский полугусеничный» — документами не подтверждается и выглядит надуманной. Более вероятными вариантами выглядят «Ярославский Сомуа полугусеничный» или «Ярославец Сомуа Путиловец»[5].
- В одно время с ЯСП в СССР создавались и другие машины такой же схемы: ГАЗ-АА-«Кегресс» и АМО-«Сомуа»[5].

## Противоречия в источниках
Касательно технических характеристик тягача ЯСП в источниках имеются существенные противоречия. Так, Кочнев Е. Д. приводит значение длины опорной поверхности гусениц в 2 метра, а базу гусеничного движителя — 2010 мм, но эти цифры не соответствуют известным фотографиям машины. Матвеенко В. И. приводит несколько другие данные: база машины (расстояние от оси передних колёс до балансира гусеничного движителя) — 3010 мм, база гусеничного движителя (расстояние от оси ленивца до оси ведущего колеса) — 2235 мм.
Различные величины приводят указанные источники и для габаритной длины тягача, и для величины удельного давления — соответственно, 5600 мм и 0,275 кг/см2 у Кочнева Е. Д. и 5060 мм и 0,47 кг/см2 у Матвеенко В. И.